# 瓦莱雷·斯瓦韦克

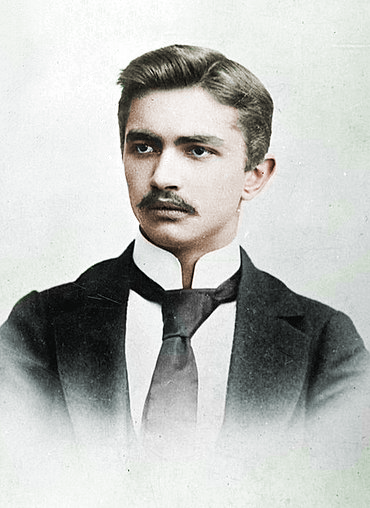
1905年俄国革命期间的瓦莱雷·斯瓦韦克

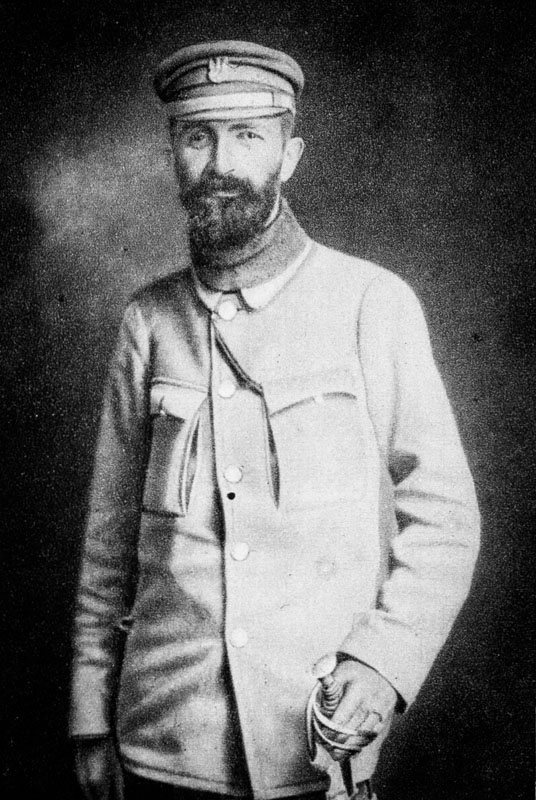
波兰军团第1旅军官斯瓦韦克 (1915年)

瓦莱雷·斯瓦韦克（波蘭語：Walery Sławek，波蘭語發音：[vaˈlɛrɨ ˈjan ˈswavɛk] ⓘ，1879年11月2日—1939年4月3日），是波兰第二共和国时期政治家、共济会成员、军人。斯瓦韦克在1930年代初曾三度组阁担任总理，作为波兰领导人约瑟夫·毕苏斯基元帅的亲密助手之一，他参与了波兰四月宪法的主要起草工作。

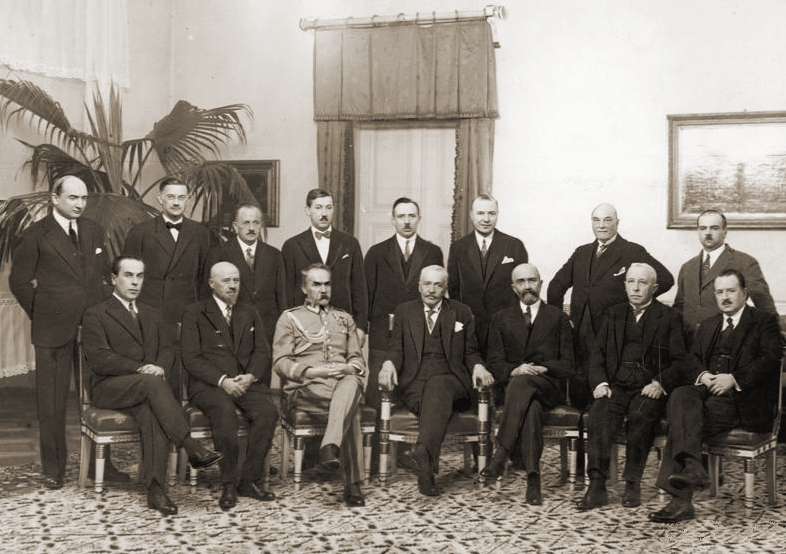
1930年的毕苏斯基内阁 (斯瓦韦克位于前排左五)

1935年5月，毕苏斯基逝世后，时任总统伊格纳齐·莫希齐茨基联手爱德华·雷兹-希米格维元帅等人将斯瓦韦克排挤出权力核心。1939年4月2日晚上8点45分，斯瓦韦克在他位于华沙的宅邸内开枪自杀，他被迅速送往约瑟夫·毕苏斯基军事医院接受紧急输血，随后进行了两个小时的手术。次日凌晨4点左右他的病情暂时好转，但旋即再度恶化于当天早晨6点45分去世，享年59岁。